# Пероксид
Пероксидът е съединение, съдържащо единична връзка между кислородни атоми или пероксиден анион O2-2. Групата О-О се нарича пероксидна. За разлика от оксидите, кислородните атоми в пероксидите имат степен на окисление –1.
Пероксидните съединения се делят на органични и неорганични.
Най-простият стабилен пероксид е водородният. Той е неорганично съединение.